# ゴム弾
ゴム弾（ゴムだん）は、弾丸の一種。主に警察や軍隊で暴動鎮圧、訓練用、大型獣の撃退に使われる。非致死性兵器とされるものの一つ。

## 概要
銃弾そのものがゴムで作られているもの、金属などにゴムを上塗りしたものや、ペイント弾の様に塗料を仕込んだものなどがある。これらは目的によって使い分けられ、また組織内でも使い分けがある。主に暴徒を殺傷せずに鎮圧するため催涙ガスや放水銃と併用して使われることが多い。目標を殺害するおそれだけでなく、誤射による被害も防止できるため先進国の警察組織で導入が進んでいる。
弾頭が硬質のゴムで作成されている弾丸は、弾丸は切れ目の有る円筒状で先端にくぼみがあり、発射されると先端のくぼみが受ける風圧で切れ目に沿って十字形に開いて飛翔するタイプも存在する。弾丸の重量や空気抵抗を受けやすい構造上、有効射程は極めて短い。
殺傷能力のないスポンジやスポーツ用ボールで使われるような軟質のゴムを使用するゴム弾は、至近距離でも死亡するほどのダメージが無いため、アルコールや麻薬などで痛覚が麻痺している対象やプロテクターを着用した場合には効果が薄くなる。
ゴムは弾力があるため着弾後に跳ね回るなど跳弾の被害が多いことから、ゴムの割合を減らし弾力を抑えた物が主流となっている。チリの警察がチリ暴動 (2019年-2020年)で使用したゴム弾の成分は80%が硫酸バリウムと二酸化ケイ素、ゴムが20%の割合であった。
金属やプラスチックを芯に使ったゴム弾は弾道のぶれが少ないため、全ゴム製に比べ有効射程と集弾性が向上するが、製造コストが上昇する。またダメージも大きくなるため、対象が死亡する可能性が上昇する。
塗料を仕込んだ物は命中確認がしやすく対象が逃走しても目印となるが、内部に液体が入っていることから弾道のぶれが大きくなる。
ショットガン用のゴム弾はスラッグの素材を金属からゴムに置き換えた物である。
グレネードランチャー用として弾頭をスポンジとしたスポンジグレネードがある。

## 利用
警察では暴徒鎮圧や犯人制圧用として導入している。
軍隊でも施設警備や暴徒鎮圧など殺傷を目的としない用途で導入されている。
一部の国では民間にも自衛用や害獣対策用として販売されている。護身用として銃器を許可しない国でも民間警備員にゴム弾専用や専用の非致死性弾のみを発射できる銃器（ガスピストル）が許可されている。専用の銃器としてマカリッチなどがある。オサーの専用弾には催涙弾やゴム弾が用意されている。

## 問題
至近距離から発射すればプロボクサーのパンチ並みの打撃を与えるため、当たり所によっては死傷することもあり得る。人道的配慮から軟質のゴム弾の普及への切り替える国もあるが、至近距離からの発射を控える配慮が必要とされ、必ずしも安全な武器ではない。そのため、アメリカ合衆国の警察組織は、非致死性（non-lethal）ではなく、低致死性（less-lethal)という言葉を使うようになっている。
イギリスでは北アイルランドで暴徒鎮圧にゴム弾を使用し多数の死傷者を出した為、1970年代後半からより安全とされるプラスチック弾への置き換えを進めた。またフランス、イスラエル、インドでも暴徒鎮圧用として導入されたが、死者や昏睡などの重傷者が発生している。
チリ暴動 (2019年-2020年)では警察が使用した硬質のゴム弾が顔面に命中し、眼球破裂により失明した者が多発した（2019-2020年のチリの抗議活動における目の負傷）。
アメリカやカナダでは警察官や保安職員の装備として、命中すると同時に対象物に電流を流して一時的に神経を麻痺させるテイザーが利用されている。